# Fehérvári Géza
Fehérvári Géza (Eger, 1926. május 6. – London, 2012. december 25.) művészettörténész, régész és orientalista, az iszlámkori iráni művészet kutatója.

## Élete és munkássága
1948–49-ben a budapesti Tudományegyetemen keleti nyelveket és művészettörténetet tanult. 1952-ben végzett arab régészeti szakon. 1953-ban szerzett diplomát az Eötvös Loránd Tudományegyetemen.
A Hopp Ferenc Kelet-ázsiai Művészeti Múzeum segédkurátoraként kezdett dolgozni. Az 1956-os forradalom bukása után külföldre távozott, mivel ő volt az intézménynél a Forradalmi Bizottság elnöke, és ezért megtorlás fenyegette.
Bécsben posztgraduális tanulmányokat folytatott a Kunsthistorisches Institutban. Később Ford ösztöndíjjal előbb Oxfordba, azután Londonba került. A Keleti és Afrikai Tanulmányok Intézetében folytatta tanulmányait. 1961-ben doktori címet szerzett. Professzora halála után, 1963-ban átvette az iszlám művészet és a régészet oktatását az intézménynél. Előadott Oxfordban is. Több jelentős kutatást, ásatást vezetett többek között Iránban, Egyiptomban és Törökországban.
Az egyetemi munkával 1987-ben felhagyott, de ezt követően is számtalan tudományos értekezése jelent meg magyarul, angolul és németül.
A magyarországi rendszerváltás után hazatért, és magyar diplomáciai szolgálatba állt. 1992-től 1995-ig Kuvaitban, az Egyesült Arab Emírségekben, Bahreinben és Ománban volt hazánk nagykövete. 1995-ös nyugdíjba vonulása után visszatért Londonba.
2011-ben részt vett az Iparművészeti Múzeum Qádzsár-kori perzsa művészetet bemutató kiállításának megrendezésében.

## Elismerései
2006-ban a Magyar Köztársasági Érdemrend Középkeresztjével tüntették ki több évtizedes tudományos munkásságáért, az iszlám művészetek hazai megismertetéséért és népszerűsítéséért, valamint a magyar-arab kapcsolatok elmélyítése érdekében végzett tevekénységéért.

## Műveiből
- Islamic Pottery (London 1973)
- Islamic Metalwork (London 1976)
- Az iszlám művészet története (Budapest 1987)
- Önéletrajza Három nemzet szolgálatában címmel 2008-ban magyarul is megjelent.